# عانوبة
العانوبة أو الراغودة (الاسم العلمي: Rhagodia) هي جنس من النباتات يتبع الفصيلة القطيفية من رتبة القرنفليات.

## أنواع نبات العانوبة
- عانوبة إبرية
- عانوبة سميكة الأوراق
- عانوبة دروموندية
- عانوبة منعزلة
- عانوبة عريضة الأوراق
- عانوبة إهليلجية
- عانوبة بريسية
- عانوبة مشوكة
- عانوبة جولقية
- عانوبة بيلاردييرية
- عانوبة أشولتزية
- عانوبة ثلاثية الأسدية
- (الاسم العلمي:Rhagodia coralliocarpa)